# Souris 3D

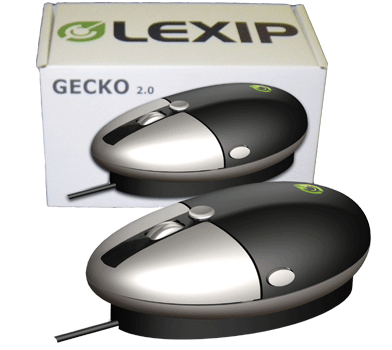
Souris 3D Lexip

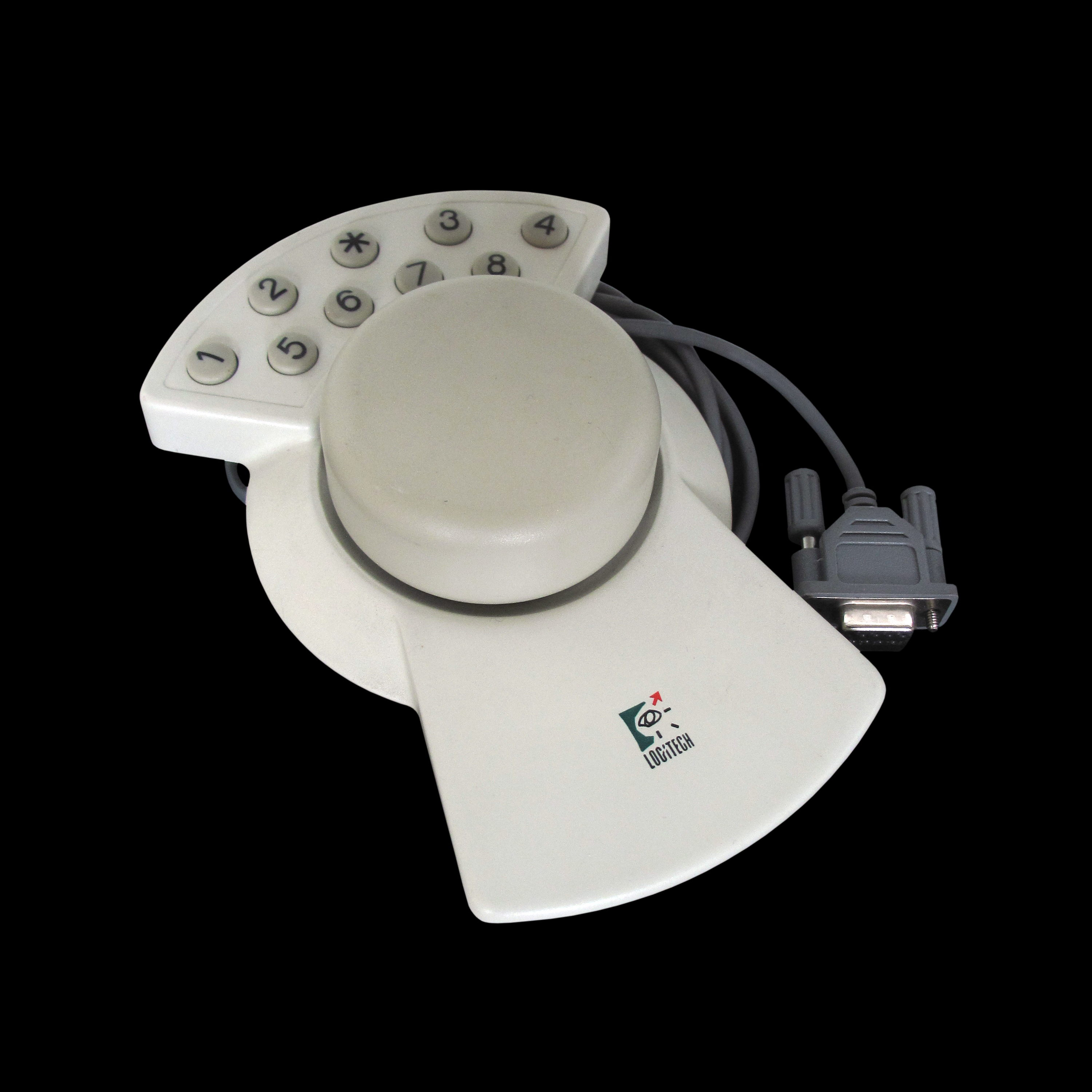
Souris 3D Logitech

Une souris 3D est un dispositif de pointage avec six degrés de liberté.
Les souris avec molette sont parfois considérées comme des souris 3D même si cette dénomination est discutable puisque la roulette tourne autour d'un axe et ne se traduit pas par un déplacement de la main.

## Fonctionnement
Les souris 3D, dont on trouvait depuis deux décennies[Quand ?] deux fabricants qui ont désormais fusionné, sont en fait un dispositif de pointage à 6 dimensions : trois de translation et trois de rotation. Ces informations sont particulièrement utiles pour permettre d'interagir avec un système virtuel 3D.
Plus exactement, le dispositif traduit un torseur d'effort, soit une force et un couple, en une entrée à 6 dimensions. Comparée à la souris traditionnelle qui traduit un déplacement en entrée à deux dimensions, x et y, la souris 3D apporte la profondeur.
Il existe deux systèmes de souris 3D : l'ultrasonore et l'électromagnétique.

## Utilisation
Les souris 3D ont relativement eu peu de succès auprès du grand public, le prix étant souvent prohibitif. Elles sont donc utilisées uniquement pour la conception assistée par ordinateur. Toutefois, elles peuvent avoir des applications dans les jeux vidéo et la réalité virtuelle.